# Étienne Pernet

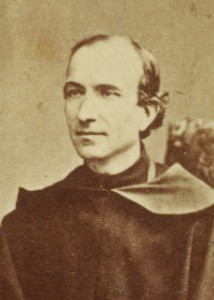
Étienne Pernet (undatiert)

Étienne Pernet (* 23. Juli 1824 in Vellexon; † 3. April 1899 in Paris) war ein französischer römisch-katholischer Geistlicher, Assumptionist und Ordensgründer. Er steht mit Antoinette Fage am Anfang der Petites Soeurs de l’Assomption (Kleine Schwestern von der Himmelfahrt Mariens, auch: Kleine Schwestern der Assumptio).

## Leben und Werk

### Schwierige Anfänge
Pernet wurde als ältestes überlebendes Kind einer Bauernfamilie der Franche-Comté in Vellexon (zwischen Vesoul und Gray) geboren und wuchs dort, sowie in Voiron, auf. Der von seiner Mutter für den Priesterberuf vorgesehene Heranwachsende, der mit 14 Jahren seinen Vater verlor, ging 1838 auf eine vorbereitende Schule in Membrey und trat 1840 in das sogenannte Kleine Seminar in Luxeuil ein. 1841 wechselte er in das Priesterseminar Vesoul und 1843 in das Priesterseminar Besançon. Im April 1845 trat er aus ungeklärten Gründen aus und verdingte sich als Präfekt eines Waisenheims in Dole, dann als Privatlehrer auf dem Schloss Sermange.

### Der Assumptionist
1848 ging er nach Paris und wurde dort 1849 von Marie-Eugénie de Jésus an Emmanuel d’Alzon nach Nîmes verwiesen, wo er in die kleine 1845 gegründete Assumptionistengemeinschaft integriert wurde. Er wirkte in den Schulen des Ordens in Nîmes, Paris, Clichy, Rethel und wieder Nîmes. Zusammen mit Henri Brun (1821–1895), Victor Cardenne (1821–1851) und Hippolyte Saugrain (1822–1902) legte er 1850 die ersten Ordensgelübde ab und wurde Weihnachten 1851 eingekleidet. Am 3. April 1858 wurde er zusammen mit Saugrain zum Priester geweiht (was die 1857 verstorbene Mutter nicht mehr erlebte).

### Gründung der Kleinen Schwestern der Assumptio
1863 ging Pernet in die Assumptionistengemeinschaft von Paris (Rue François 1er Nr. 8), die von François Picard (1831–1903) geleitet wurde. Dort wurde er zum Vater der Armen und der Arbeiter und gründete, in der klaren Erkenntnis, dass in dem Elend armer Familien nur Frauen angemessen wirken können, 1864 in der Rue Vaneau eine kleine Frauengemeinschaft. Noch im gleichen Jahr traf er in der gleichaltrigen Antoinette Fage auf eine Frau von großer Befähigung und machte sie im Juni 1865 zur Oberin der Schwesterngemeinschaft in der Rue Saint Dominique 233 (später Rue Violet 57), die mit acht Mitgliedern in äußerster eigener Armut die häusliche Pflege der Armen in Angriff nahm. Die innige geistliche Freundschaft zwischen Pernet und Antoinette Fage dauerte bis zu ihrem Tod 1883.

### Rom-Metz-Mainz-Paris
1870 weilte Pernet im Auftrag des Ordens in Rom, als der Deutsch-Französische Krieg seine Rückkehr erzwang. Freiwillig meldete er sich als Feldkaplan, wirkte im eingeschlossenen Metz und begleitete im Oktober 1870 die gefangenen französischen Soldaten nach Mainz. Dort blieb er bis zum Februar 1871 und traf in dieser Zeit mehrfach mit Bischof Ketteler zusammen. Zurück in Paris, musste er vor der Pariser Kommune vorübergehend nach Arras fliehen.

### Der Ausbau seines Werkes
Nach der offiziellen Anerkennung der Schwesterngemeinschaft durch die Diözese 1875 gründete Pernet 1876 die Dames Servantes des Pauvres (Damen im Dienste der Armen), eine Laiengemeinschaft, die den Schwestern im Alltag praktische Hilfe leistete und sie bei den Armenbesuchen begleitete. Eines seiner Ziele war die Überwindung der Klassengegensätze. 1881 gründete er unter den Arbeitern eine Bruderschaft von Familienvätern (Fraternité Notre-Dame de l’Assomption) und 1884 für deren Frauen die Filles de Sainte Monique. Die geistliche Leitung der Kleinen Schwestern wurde ihm 1876 vom Bischof entzogen, weil die Assumptionisten in der gallikanistischen Diözese als zu ultramontan galten, doch hielt Antoinette Fage hartnäckig an ihm fest und erreichte 1880 seine Wiedereinsetzung.

### Erfolg und Anerkennung
Nach dem Tod von Antoinette Farge 1883 arbeitete Pernet in gleicher Weise mit ihrer Nachfolgerin Eugénie Jacobs (1853–1922) zusammen. Er reiste zu den zahlreichen Gründungen der aufstrebenden Kongregation, die 1896 vierhundert Schwestern zählte, u. a. nach London, Dublin und New York. Am 9. März 1893 erreichte er im persönlichen Gespräch mit Papst Leo XIII. die päpstliche Anerkennung der Kongregation (offiziell 1897). In seinem eigenen Orden wurde er 1898 zum Generalassistenten (de facto zweiter Mann des Ordens) ernannt. Als er 1899 im Alter von 74 Jahren im Sterben lag, nahm Erzbischof Richard am Sterbebett von ihm Abschied. Er wurde neben Antoinette Farge beigesetzt. Der 1931 in Rom eingeleitete Seligsprechungsprozess führte 1983 zur Anerkennung als Ehrwürdiger Diener Gottes. In Paris ist seit 1964 ein Platz nach ihm benannt. In Bihorel trägt das Centre social Pernet seinen Namen.

### Interesse an seinem Leben
Pernets Option für die Armen hat ihm bis in die jüngste Zeit die Aufmerksamkeit zahlreicher Biographen, innerhalb wie außerhalb Frankreichs, eingetragen. Zur 2018 erschienenen Biographie in italienischer Sprache hat Papst Franziskus, in dessen Leben eine Kleine Schwester der Assumptio eine wichtige Rolle spielte, persönlich das Vorwort geschrieben.